# اردک ماهی‌خوار کاکلی

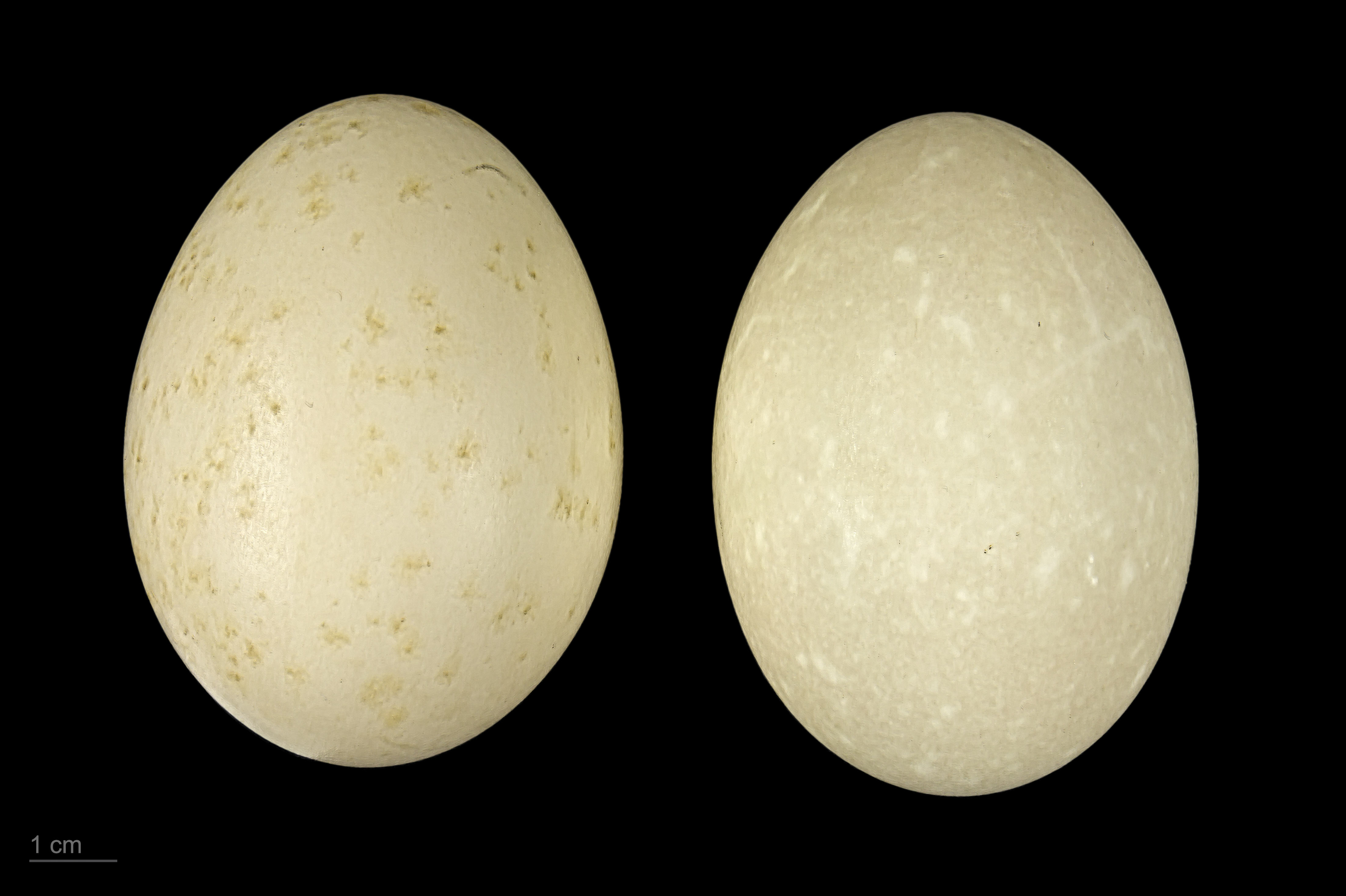
Mergus serrator

اردک ماهی‌خوار کاکلی یا مرگوس کاکلی (نام علمی: Mergus serrator) یک اردک از گروه اردک‌های غواص است، همچنین یکی از اردکان سرده ماهی‌خوار، نام جنس این اردک یک کلمه لاتین است که توسط پلینی و بسیاری از نویسندگان رومی برای یک پرنده آبزی نامشخص به کار می‌رفته‌است، و serrator همان Sawyer است یا "Saw" که از لاتین می‌آید.
مرگوس کاکلی یکی از گونه پرنده ای بود که لینه در دهمین چاپ کتاب خود سامانه طبیعت شرح داده و معرفی شد، که در آن زمان نام دو جمله ای Mergus serrator یا مرگوس کاکلی به این نژاد داده شد.

## توصیف
مرگوس بالغ ۵۱–۶۲ (در ۲۰–۲۴) سانتی‌متر دارد، طول پهنای بالش ۷۰–۸۶ سانتی‌متر (در ۲۸–۳۴) دارد. آن‌ها دارای یک تاج سیخ سیخی و یک صورت بلند و باریک که دارای لبه‌های دندانه‌دار است هستند. جنس نر دارای سری تاریک با درخشندگی سبز است. یک گردن سفید با سینه عبوس، یک پشت سیاه، و بخش فرعی پشتش سفید است، ماده جنس‌ها سری عبوس و بدنی طوسی دارند، مرگوس‌های کاکلی جوان شبیه ماده‌ها هستند، اما سفید ندارند و دارای یک بال سفید کوچک‌تر هستند.

## صدا
صدای جنس ماده شبیه سوهان کردن است، پِرَک پِرَک prrak prrak، در صورتی که صدای جنس نر ضعیف است و مانند بروز سکسکه و عطسه می‌باشد